# Trypauchen
Trypauchen (лат.) — род рыб семейства оксудерковые, обитающий в Индо-Тихоокеанском регионе. У них удлинённое тело длиной до 22 см (Trypauchen vagina). Они красновато-розового цвета и имеют характерные мешочки на верхних краях жаберных крышек. Живут в норах на илистом дне в морских и солоноватых водах. У них уменьшенные глаза, полностью покрытые кожей, а передняя часть головы защищена толстой кожей. Оба приспособления помогают им рыть норы.

## Классификация
В род включают два вида:
- Trypauchen pelaeos Murdy, 2006
- Trypauchen vagina (Bloch & J. G. Schneider, 1801) typus

- Trypauchen pelaeos